# Fratta (Montefalco)
Fratta ist eine Fraktion (italienisch frazione) der italienischen Gemeinde Montefalco in der Provinz Perugia, Region Umbrien.

## Geografie
Der Ort liegt etwa 6 km südöstlich des Hauptortes Montefalco und etwa 40 km südöstlich der Provinz- und Regionalhauptstadt Perugia. Der Ort liegt bei 226 m s.l.m. und hatte 2001 89 Einwohner. 2011 waren es 111 Einwohner.

## Geschichte

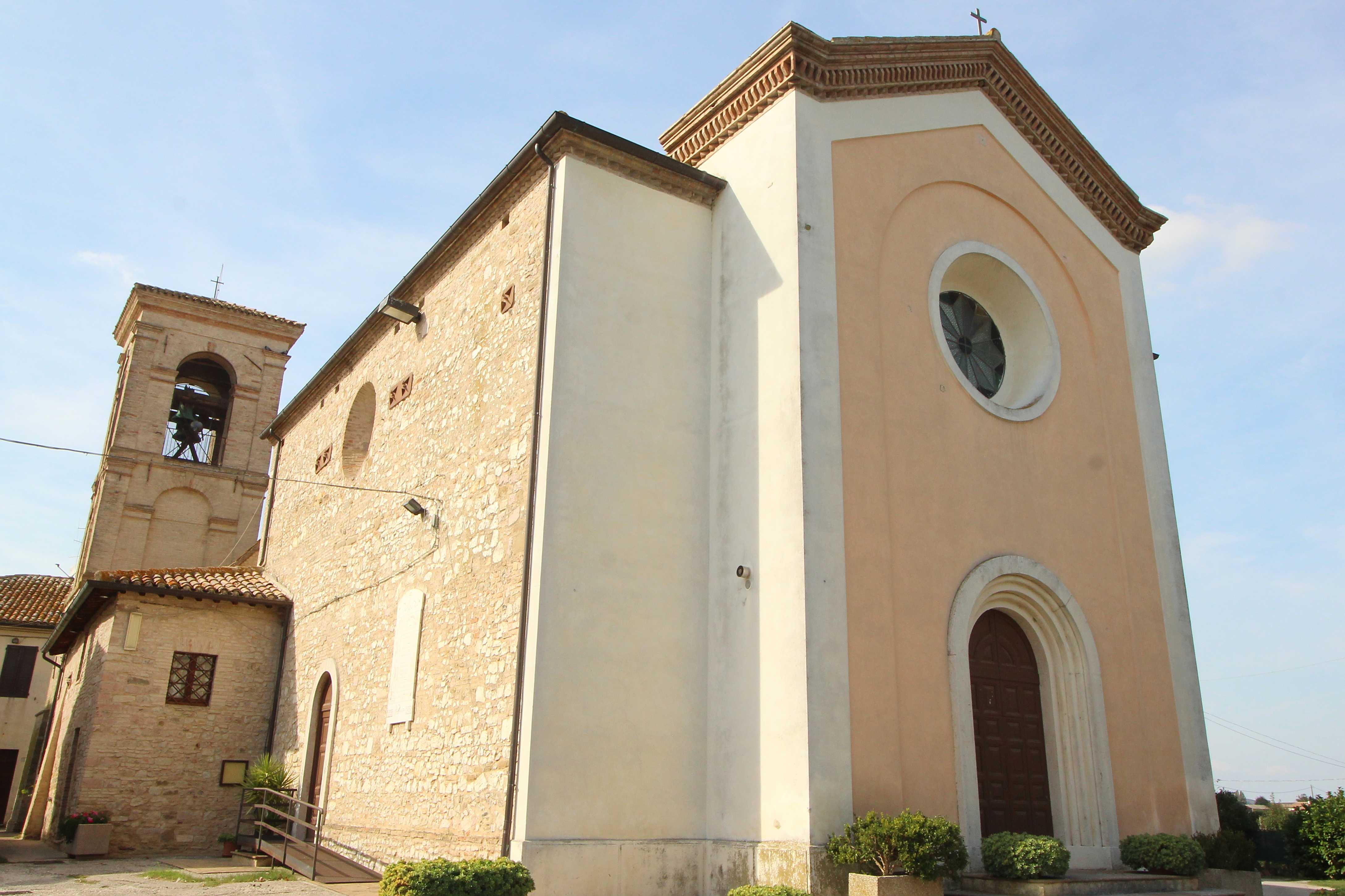
Die Kirche San Biagio

Erste Siedlungen im heutigen Ortsgebiet entstanden bei Rignano di Fratta in der Zeit des Römisches Reiches. Lehensherr der Burg war im 12. Jahrhundert die Familie der Manenti. Zwischen dem 12. und dem 14. Jahrhundert war der Ort Teil der historischen Landschaft der Normandia (Normannia). 1239 bekannte sich Fratta zu Spoleto, gehörte aber von 1313 bis 1817 zu Trevi. Die Wehrmauern der Burg wurden 1513 erheblich beschädigt, als Spoleto mit Trevi um den nahegelegenen Ort Castel San Giovanni (gehört heute zu Castel Ritaldi) rang. Die Ortsbefestigung wurde ab 1519 wiedererrichtet. 1817 kam der Ort durch Beschluss von Papst Pius VII. als Ortsteil zu Montefalco.

## Sehenswürdigkeiten
- San Biagio, Kirche im Erzbistum Spoleto-Norcia, die ab 1911 über dem Vorgängerbau errichtet wurde. Enthält im Inneren die Fresken Madonna in trono col Bambino tra due angeli, Martirio di San Biagio und San Sebastiano, die Francesco Melanzio (um 1460–um 1526) zugeschrieben werden.[3]
- Wehrtor (auch Porta sud[4], südliches Tor) der Wehranlagen der alten Burg, enthält noch das Wappen von Trevi.[3]
- Lavatoio, 1932 entstandenes Waschhaus.[3]